# Crataegus warneri
Crataegus warneri es una especie de planta del género Crataegus, perteneciente a la familia Rosaceae.

## Taxonomía
Crataegus warneri fue descrita por Charles Sprague Sargent en 1922.

## Distribución
Se encuentra en el territorio de Texas.